# Heliamphora pulchella
Heliamphora pulchella es una especie de planta carnívora perteneciente a la familia Sarraceniaceae. Es un endemismo del grupo Chimanta tepui de los tepuys de Venezuela.

## Descripción
Es una de las especies más pequeñas y muy relacionada con Heliamphora minor.
La hojas se modifican para formar los embudos que actúan como trampas para la captura de insectos. Estos alcanzan un tamaño de 5 a 20 cm y puede alcanzar los 8 cm de diámetro. Su interior está cubierto por una serie de pelos de unos pocos milímetros. En el borde del embudo es un opérculo en forma de casco de hasta 8 mm de largo. Las flores se pueden encontrar en el extremo de un tallo de unos 50 cm de largo y tienen un diámetro de unos 10 cm. Tienen cuatro pétalos de color que van del blanco al rosa y unos 5 cm de largo y 2 cm de ancho. Los estambres son de 10 a 15 y cada uno tiene  anteras de 3-4 mm de largo.

## Taxonomía
Heliamphora pulchella fue descrita por Wistuba, Carow, Harbarth & Nerz y publicado en Taublatt 53(3): 42, en el año 2005.